# Полуторник
Полуторник — посёлок в Тисульском районе Кемеровской области (Россия). Административный центр Полуторниковского сельского поселения.
Долгое время был частично расположен на территории Орджоникидзевского района Хакасии и являлся предметом территориальных противоречий, однако в феврале 2024 года стало известно об "уточнении границы" между регионами, в результате котоого вся территория Полуторника вошла в состав Кемеровской области - Кузбасса.

## География
Посёлок находится в тайге в предгорьях Кузнецкого Алатау в 50 км к югу от посёлка Тисуль и в 150 км к востоку от Кемерова. Расположен на обоих берегах реки Урюп — правобережная часть до февраля 2024 года находилась в границах Хакасии.
Через правобережную часть посёлка проходит железнодорожная ветвь Шушь — Белогорск.

## Население
| 2010 |
| ---- |
| 1134 |

В 2002 году численность населения составляла 1269 человек, из них 96 % — русские.

## История
Образован 1 августа 1949 года как посёлок лесхоза, первоначально входил в состав Солдаткинского сельсовета.
В 1953 году начались подтоговительные работы для строительства железной дороги (маршрут трассы проходил по безлюдной тайге и предусматривал строительство нескольких мостов и тоннелей). В 1965 году железнодорожный путь достиг посёлка, официально станция была открыта осенью 1968 года.